# Jesper Petersen
Jesper Petersen (ur. 25 sierpnia 1981 w Haderslev) – duński polityk, poseł do Folketingetu, w latach 2021–2022 minister.

## Życiorys
Kształcił się w Haderslev Katedralskole, w 2007 ukończył studia z zakresu nauk politycznych na Uniwersytecie Kopenhaskim. Pracował w oświacie w gminie Vojens i w centrum badawczym zajmującym się młodzieżą. Działał w Socjalistycznej Partii Ludowej. W latach 2004–2006 był przewodniczącym jej organizacji młodzieżowej SFU. W 2007 i 2011 z ramienia socjalistów uzyskiwał mandat deputowanego do Folketingetu. W 2013 przeszedł do Socialdemokraterne, z listy socjaldemokratów z powodzeniem ubiegał się o poselską reelekcję w wyborach w 2015, 2019 i 2022.
W sierpniu 2021 dołączył do gabinetu Mette Frederiksen, obejmując w nim stanowisko ministra szkolnictwa wyższego i nauki. Urząd ten sprawował do grudnia 2022.